# Белоусов, Вадим Андреевич
Вадим Андреевич Белоусов (род. 1948) — российский художник-абстракционист, график, участник  многочисленных выставок, в том числе выставки "Абстракция в России. XX век" в Государственном Русском Музее. 

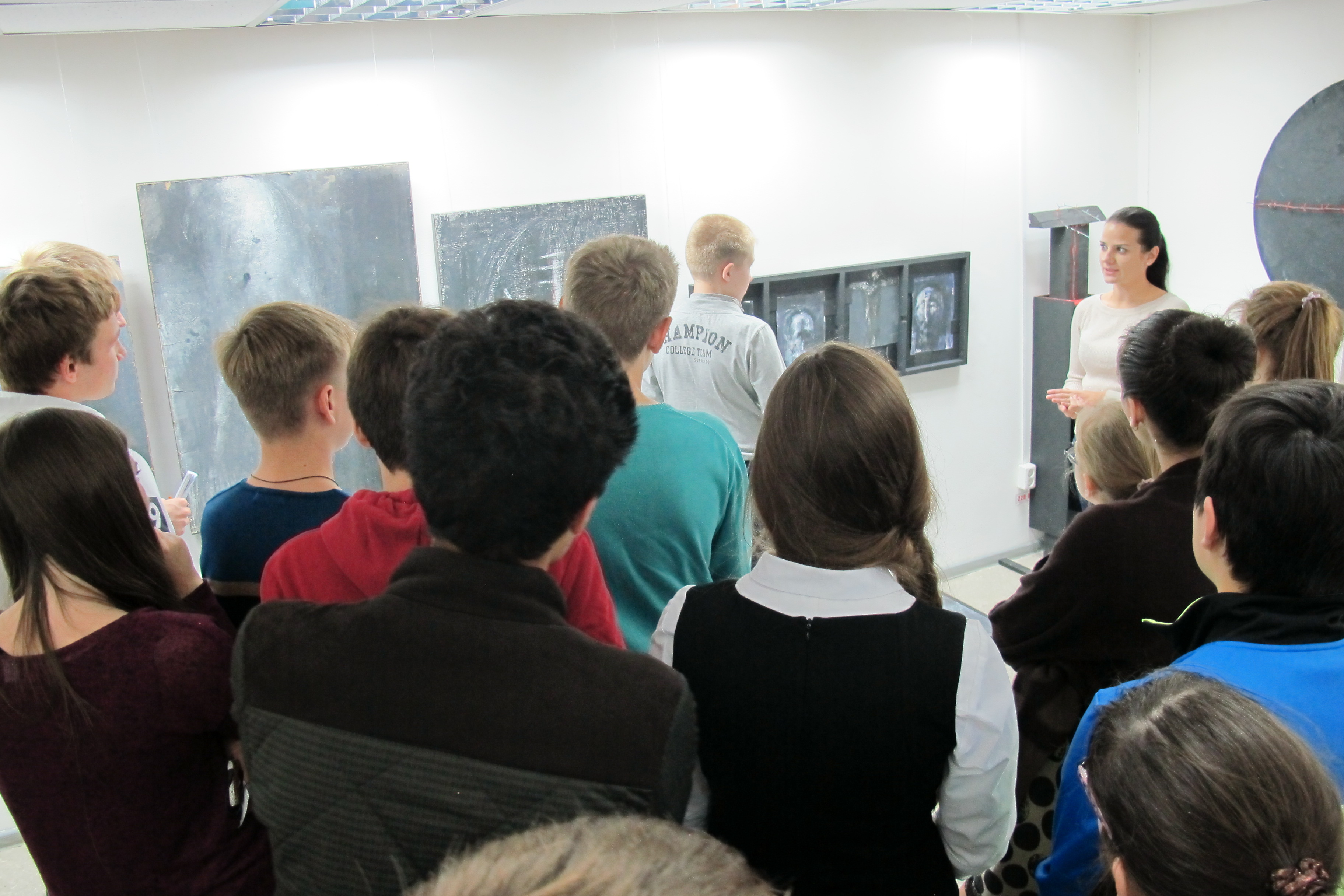
Выставка Вадима Белоусова в Геленджике

Художник родился в 1948 году в г. Шахты. Учился в Краснодарском художественном училище, после окончания - в МВПХУ ( сейчас МХПА им. Строганова), отделение Интерьера.
В своем творчестве обращается к символике русской иконы, открытиям русского авангарда, интуитивной абстракции, европейскому и американскому минимализму. 
Жил и работал в городах: Москва, Краснодар, Новороссийск. С 2015 проживает в г. Геленджик. 
Одна из больших коллекций работ Вадима Белоусова находится в культурном центре "Старый парк" (Кабардинка, Геленджик) в частной коллекции Александра Алексеева.
Работы находятся в Государственном Русском Музее, галерее «Русская галерея на Воздвиженке» (Москва), галерее «Якубская» (Прага), в музее им. Коваленко (Краснодар), Центре современного русского искусства (коллекция А. Глезера, США), культурном центре «Старый Парк» (Геленджик, Кабардинка), и в многочисленных частных коллекциях.
Основные персональные выставки:
1996 - «Русская галерея на Воздвиженке», г.Москва
1997 - Ц.Д.Х., г. Москва
2002 - Ц.Д.Х., г. Москва
2007 - Ц.Д.Х., г. Москва
2010 - Музей им. Коваленко (Краснодар)
2011 - галерея “Прима Юг“ (Новороссийск)
2011- галерея Арт Союз (Краснодар)
2014 - галерея “Ин” (Новороссийск)
2018 - “Старый парк” (Кабардинка).

Статьи:
http://www.asseeva.it/ru/?p=1
http://www.asseeva.it/?p=2712
http://museum.ru/N32963
http://www.asseeva.it/?p=1389
https://gelmusey.ru/wp-content/uploads/2020/07/%D0%BA%D0%B0%D1%82%D0%B0%D0%BB%D0%BE%D0%B3.pdf